# Christian Auer
Christian Auer (Innsbruck, 4 de abril de 1966) es un deportista austríaco que compitió en skeleton.
Ganó cinco medallas en el Campeonato Mundial de Skeleton entre los años 1989 y 1996, y una medalla de plata en el Campeonato Europeo de Skeleton de 1987.

## Palmarés internacional
| Campeonato Mundial | Campeonato Mundial    | Campeonato Mundial | Campeonato Mundial |
| Año                | Lugar                 | Medalla            | Prueba             |
| ------------------ | --------------------- | ------------------ | ------------------ |
| 1989               | Sankt Moritz (Suiza)  | Medalla de plata   | Individual         |
| 1991               | Igls (Austria)        | Medalla de oro     | Individual         |
| 1992               | Calgary (Canadá)      | Medalla de bronce  | Individual         |
| 1995               | Lillehammer (Noruega) | Medalla de plata   | Individual         |
| 1996               | Calgary (Canadá)      | Medalla de bronce  | Individual         |
| Campeonato Europeo |                       |                    |                    |
| Año                | Lugar                 | Medalla            | Prueba             |
| 1987               | Sarajevo (Yugoslavia) | Medalla de plata   | Individual         |